# Banogne-Recouvrance
Banogne-Recouvrance è un comune francese di 164 abitanti situato nel dipartimento delle Ardenne nella regione del Grand Est.

## Società

### Evoluzione demografica
Abitanti censiti